# Richard Yeo
Richard Yeo (vers 1720–1779) est un médailleur britannique et graveur en chef à la Monnaie royale à ce titre, il fournit des modèles pour la guinée et cinq pièces de monnaie de George III. Il est membre fondateur de la Royal Academy of Art, et apparaît dans le portrait de groupe de Johan Joseph Zoffany.

## Biographie
Yeo est connu pour la première fois du public en 1746, lorsqu'il produit la médaille officielle de la bataille de Culloden. La même année, il émet, par souscription, une autre médaille de Culloden, son revers montrant, le duc de Cumberland comme Hercule piétinant la discorde. Avant de produire ces médailles, Yeo a gravé un sceau avec la tête du duc de Cumberland, dessinée d'après nature.
En 1749, il est nommé graveur adjoint à la Monnaie royale et, en 1775, succède à John Sigismund Tanner comme graveur en chef, poste qu'il occupe jusqu'à sa mort en 1779.
Il est membre de l'Incorporated Society of Artists en 1760 et membre fondateur de la Royal Academy of Art, apparaissant dans le portrait de groupe de Johan Joseph Zoffany. Il expose à l'académie en 1769 et 1770. La première année, il montre un moulage en plâtre d'un sceau, gravé dans l'acier, pour le marquis de Granby, et trois impressions à la cire à cacheter d'après gravures sur pierres précieuses. En 1770, il montre une épreuve de sa pièce de cinq guinées.
Sa petite collection de pièces de monnaie et de médailles est vendue aux enchères en février 1780, ainsi que ses outils de gravure et ses couleurs pour la peinture.

## Médailles gravées
- 1746, Médailles Culloden
- 1749 Francs-maçons de Minorque
- 1750 Académie de Musique Ancienne
- 1752 Médaille du Chancelier, Cambridge;
- 1760 Voyage du capitaine Wilson en Chine

Il grave deux médailles pour le Winchester College et deux des billets d'entrée en métal pour Vauxhall Gardens. Plusieurs autres billets Vauxhall lui sont attribués, l'un datant de mai 1733.